# Barney Google
Barney Google è un personaggio immaginario ideato da Billy de Beck nel 1919 e protagonista di una serie a fumetti pubblicata negli Stati Uniti d'America, Take Barney Google, F'rinstance, poi rinominata Barney Google and Snuffy Smith dalla fine degli anni trenta, di enorme successo tanto da arrivare a essere pubblicata in circa 900 giornali in 21 diversi paesi oltre ad avere trasposizioni cinematografiche e televisive. Al personaggio venne dedicato il brano di successo del 1923 "Barney Google (con Goo-Goo-Googly Eyes)" oltre che uno dei venti francobolli dedicati ai fumetti inclusi nella serie commemorativa statunitense Comic Strip Classics del 1995.

## Storia editoriale
Il personaggio venne creato da Billy De Beck nel 1916 come co-protagonista della serie a strisce Married life pubblicata sul quotidiano Chicago Herald  e incentrata sui problemi della convivenza familiare ma col tempo il personaggio assume un ruolo centrale, anche se viene indicato con nomi diversi come Willis, Thomas e Aleck. Nel 1918 l'autore lascia il Chicago Herald per andare a lavorare per l'Herald Examiner e affianca alla realizzazione della serie Married Life, una vignetta per la pagina sportiva con un protagonista chiamato Barney Google che, nel 1919 divenne poi titolare della striscia “Take Barney Google, F'rinstance” che esordirà il 17 giugno 1919 per il King Features Syndicate mentre le tavole domenicali inizieranno il 21 marzo 1920, assumendo in questa fase le caratteristiche che ne decreteranno il successo: un uomo diviso tra una passione sfrenata per ogni tipo di sport e i suoi doveri di padre di famiglia. Un nuovo personaggio, Snuffy Smith, venne introdotto nella striscia come comprimario nel 1934, divenendone poi il protagonista per oltre 60 anni e la serie venne re-intitolata Barney Google and Snuffy Smith. Alla morte dell’autore, nel 1942, la gestione della striscia passò al suo assistente Fred Lasswell. Il personaggio di Barney Google divenne sempre più marginale finché dal 1954 fece solo apparizioni occasionali, anche con assenze di anni e scomparendo del tutto dal 1997 al 2012 quando venne di nuovo reintrodotto come comprimario.
In Italia compare, con il nome di Barnabò Goggoloni, B.B., Scalzapolli e infine di Tabaccone sul Corriere dei Piccoli mentre con il nome originale verrà pubblicato sulle riviste linus, Eureka e Comic Art.

## Galleria d'immagini

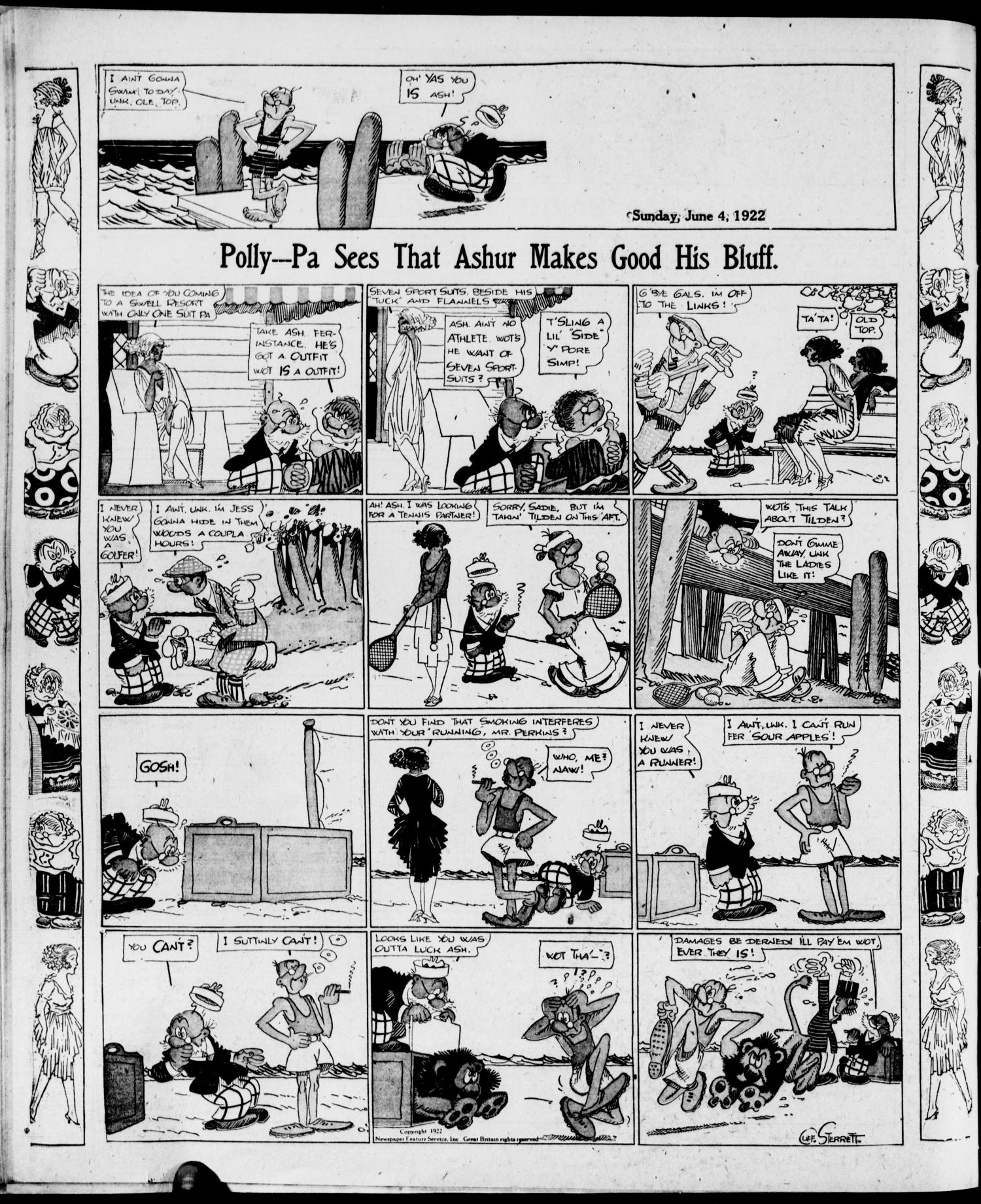
Tavola del 4/6/1922
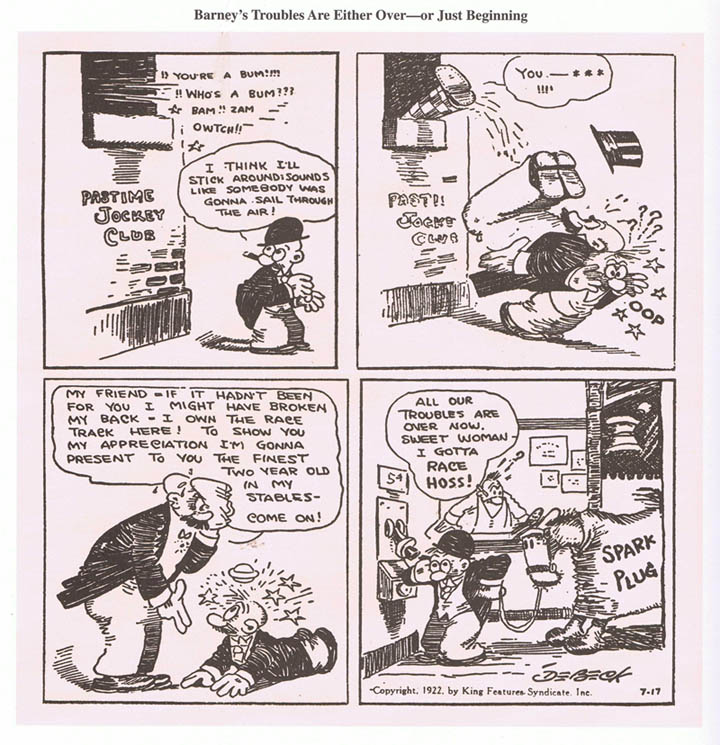
Tavola del 17/7/1922